# Lista de ministros da Energia de Portugal

Bandeira de ministro de Portugal.

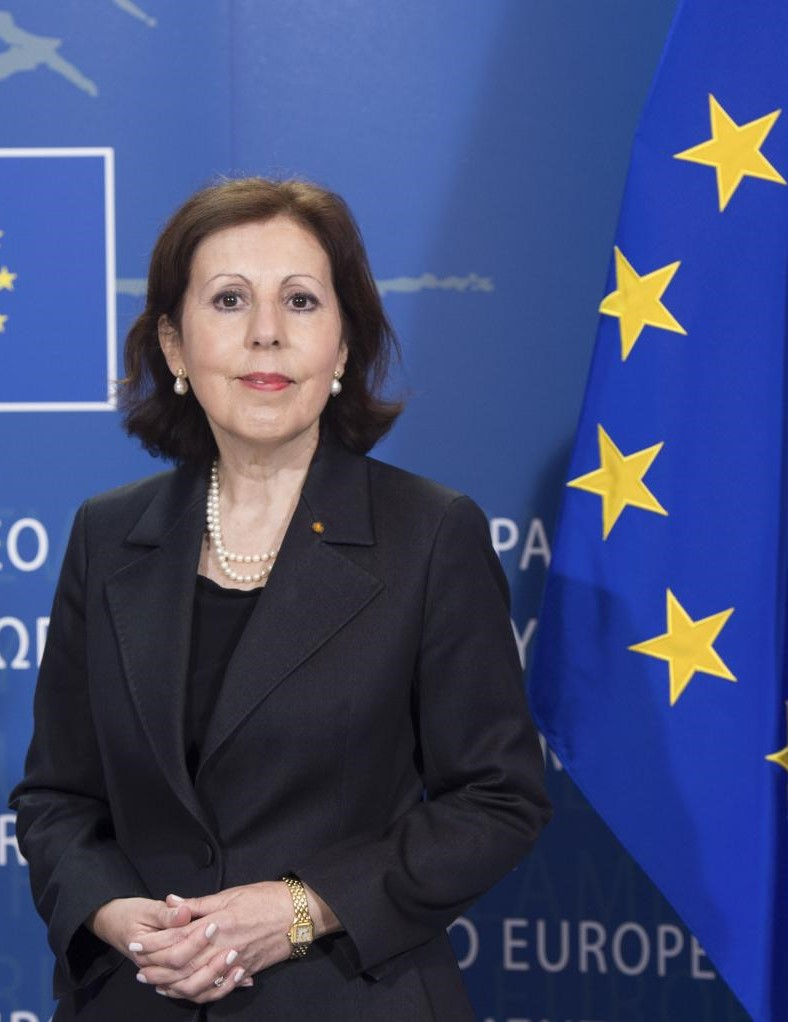
Maria da Graça Carvalho, ministra do Ambiente e Energia.

Esta é uma lista de ministros com a pasta da Energia em Portugal, entre a criação do Ministério da Indústria e Energia, a 15 de março de 1974 e a atualidade
A lista cobre o período ditatorial do Estado Novo (1933–1974), bem como o atual período democrático (1974–atualidade).

## Designação
Entre 1974 e a atualiade, o cargo de ministro da Energia teve as seguintes designações:
- Ministro da Indústria e Energia — designação usada entre 15 de março de 1974 e 16 de maio de 1974;
- Serviços integrados no Ministério da Coordenação Económica — entre 16 de maio de 1974 e 17 de julho de 1974;
- Serviços integrados no Ministério da Economia — entre 17 de julho de 1974 e 26 de março de 1975;
- Serviços integrados no Ministério da Indústria e Tecnologia — entre 26 de março de 1975 e 1 de agosto de 1979;
- Serviços integrados no Ministério da Indústria — entre 1 de agosto de 1979 e 3 de janeiro de 1980;
- Ministro da Indústria e Energia — designação usada entre 3 de janeiro de 1980 e 4 de setembro de 1981;
- Ministro da Indústria, Energia e Exportação — designação usada entre 4 de setembro de 1981 e 9 de junho de 1983;
- Ministro da Indústria e Energia — designação usada entre 9 de junho de 1983 e 6 de novembro de 1985;
- Serviços integrados no Ministério da Indústria e Comércio — entre 6 de novembro de 1985 e 17 de agosto de 1987;
- Ministro da Indústria e Energia — designação usada entre 17 de agosto de 1987 e 28 de outubro de 1995;
- Serviços integrados no Ministério da Economia — entre 28 de outubro de 1995 e 17 de julho de 2004;
- Serviços integrados no Ministério das Atividades Económicas e do Trabalho — entre 17 de julho de 2004 e 12 de março de 2005;
- Serviços integrados no Ministério da Economia e da Inovação — entre 12 de março de 2005 e 26 de outubro de 2009;
- Serviços integrados no Ministério da Economia, da Inovação e do Desenvolvimento — entre 26 de outubro de 2009 e 21 de junho de 2011;
- Serviços integrados no Ministério da Economia e do Emprego — entre 21 de junho de 2011 e 24 de julho de 2013;
- Ministro do Ambiente, Ordenamento do Território e Energia — designação usada entre 24 de julho de 2013 e 26 de novembro de 2015;
- Serviços integrados no Ministério da Economia — entre 26 de novembro de 2015 e 15 de outubro de 2018;
- Ministro do Ambiente e da Transição Energética — entre 15 de outubro de 2018 e 26 de outubro de 2019;
- Serviços integrados no Ministério do Ambiente e da Ação Climática — entre 26 de outubro de 2019 e 2 de abril de 2024;
- Ministro do Ambiente e Energia — desde 2 de abril de 2024.

## Numeração
Os períodos em que o cargo foi ocupado por órgãos coletivos também não contam na numeração desta lista.
São contabilizados os períodos em que o ministro esteve no cargo ininterruptamente, não contando se este serve mais do que um mandato. Ministros que sirvam em períodos distintos são, obviamente, distinguidos numericamente.

## Lista
Legenda de cores
(para partidos políticos)
| Segunda República (1926–1974)      | |                  |                        |                        |         |                                                                                   |
| #                                  | Ministro da Indústria e Energia (Nascimento–Morte) | Retrato          | Início do mandato      | Fim do mandato         | Governo | Governo                                                                           |
| Estado Novo (1933–1974)            | |                  |                        |                        |         |                                                                                   |
| 1                                  | Daniel Maria Vieira Barbosa (1908–1986) |                  | 15 de março de 1974    | 25 de abril de 1974    |         | III Caetano                                                                       |
| Terceira República (1974–presente) | |                  |                        |                        |         |                                                                                   |
| #                                  | Ministro da Indústria e Energia (Nascimento–Morte) | Retrato          | Início do mandato      | Fim do mandato         | Governo | Governo                                                                           |
| Junta de Salvação Nacional (1974)  | |                  |                        |                        |         |                                                                                   |
| –                                  | Junta de Salvação Nacional composta por: António Sebastião Ribeiro de Spínola (Presidente) Francisco da Costa Gomes Jaime Silvério Marques Manuel Diogo Neto Carlos Galvão de Melo José Baptista Pinheiro de Azevedo António Alva Rosa Coutinho |                  | 25 de abril de 1974    | 16 de maio de 1974     |         | ——                                                                                |
| Governos Provisórios (1974–1976)   | |                  |                        |                        |         |                                                                                   |
| #                                  | Pasta da Energia (Nascimento–Morte) | Retrato          | Início do mandato      | Fim do mandato         | Governo | Governo                                                                           |
| –                                  | Serviços integrados no Ministério da Coordenação Económica (ver: Lista de ministros da Economia de Portugal) |                  | 16 de maio de 1974     | 17 de julho de 1974    | ——      | ——                                                                                |
| –                                  | Serviços integrados no Ministério da Economia (ver: Lista de ministros da Economia de Portugal) |                  | 17 de julho de 1974    | 26 de março de 1975    | ——      | ——                                                                                |
| #                                  | Pasta da Energia (Nascimento–Morte) | Retrato          | Início do mandato      | Fim do mandato         | Governo | Governo                                                                           |
| –                                  | Serviços integrados no Ministério da Indústria e Tecnologia (ver: Lista de ministros da Indústria de Portugal e Lista de ministros da Tecnologia de Portugal)                                                                                   |                  | 26 de março de 1975    | 1 de agosto de 1979    | ——      | ——                                                                                |
| –                                  | Serviços integrados no Ministério da Indústria (ver: Lista de ministros da Indústria de Portugal) |                  | 1 de agosto de 1979    | 3 de janeiro de 1980   | ——      | ——                                                                                |
| #                                  | Ministro da Indústria e Energia (Nascimento–Morte) | Retrato          | Início do mandato      | Fim do mandato         | Governo | Governo                                                                           |
| 2                                  | Álvaro Roque de Pinho de Bissaia Barreto (1936–2020) |                  | 3 de janeiro de 1980   | 9 de janeiro de 1981   |         | VI Sá Carneiro (até 4 dez. 1980) Freitas do Amaral (desde 4 dez. 1980) (interino) |
| 3                                  | Ricardo Manuel Simões Bayão Horta (1936–) |                  | 9 de janeiro de 1981   | 4 de setembro de 1981  |         | VII Pinto Balsemão                                                                |
| #                                  | Ministro da Indústria, Energia e Exportação (Nascimento–Morte) | Retrato          | Início do mandato      | Fim do mandato         | Governo | Governo                                                                           |
| –                                  | Ricardo Manuel Simões Bayão Horta (continuação) (1936–) |                  | 4 de setembro de 1981  | 9 de junho de 1983     |         | VIII Pinto Balsemão                                                               |
| #                                  | Ministro da Indústria e Energia (Nascimento–Morte) | Retrato          | Início do mandato      | Fim do mandato         | Governo | Governo                                                                           |
| 4                                  | José Veiga Simão (1929–2014) |                  | 9 de junho de 1983     | 6 de novembro de 1985  |         | IX Soares                                                                         |
| #                                  | Pasta da Energia (Nascimento–Morte) | Retrato          | Início do mandato      | Fim do mandato         | Governo | Governo                                                                           |
| –                                  | Serviços integrados no Ministério da Indústria e Comércio (ver: Lista de ministros da Indústria de Portugal e Lista de ministros do Comércio de Portugal)                                                                                       |                  | 6 de novembro de 1985  | 17 de agosto de 1987   |         | X Cavaco Silva                                                                    |
| #                                  | Ministro da Indústria e Energia (Nascimento–Morte) | Retrato          | Início do mandato      | Fim do mandato         | Governo | Governo                                                                           |
| 5                                  | Luís Fernando de Mira Amaral (1945–) |                  | 17 de agosto de 1987   | 28 de outubro de 1995  |         | XI Cavaco Silva                                                                   |
| 5                                  | Luís Fernando de Mira Amaral (1945–) | XII Cavaco Silva | 17 de agosto de 1987   | 28 de outubro de 1995  |         |                                                                                   |
| #                                  | Pasta da Energia | Retrato          | Início do mandato      | Fim do mandato         | Governo | Governo                                                                           |
| –                                  | Serviços integrados no Ministério da Economia (ver: Lista de ministros da Economia de Portugal) |                  | 28 de outubro de 1995  | 17 de julho de 2004    | ——      | ——                                                                                |
| –                                  | Serviços integrados no Ministério das Atividades Económicas e do Trabalho (ver: Lista de ministros da Economia de Portugal) |                  | 17 de julho de 2004    | 12 de março de 2005    | ——      | ——                                                                                |
| –                                  | Serviços integrados no Ministério da Economia e da Inovação (ver: Lista de ministros da Economia de Portugal) |                  | 12 de março de 2005    | 26 de outubro de 2009  | ——      | ——                                                                                |
| –                                  | Serviços integrados no Ministério da Economia, da Inovação e do Desenvolvimento (ver: Lista de ministros da Economia de Portugal) |                  | 26 de outubro de 2009  | 21 de junho de 2011    | ——      | ——                                                                                |
| –                                  | Serviços integrados no Ministério da Economia e do Emprego (ver: Lista de ministros da Economia de Portugal) |                  | 21 de junho de 2011    | 24 de julho de 2013    | ——      | ——                                                                                |
| #                                  | Ministro do Ambiente, Ordenamento do Território e Energia (Nascimento–Morte) | Retrato          | Início do mandato      | Fim do mandato         | Governo | Governo                                                                           |
| 6                                  | Jorge Manuel Lopes Moreira da Silva (1971–) |                  | 24 de julho de 2013    | 26 de novembro de 2015 |         | XIX Passos Coelho                                                                 |
| 6                                  | Jorge Manuel Lopes Moreira da Silva (1971–) | XX Passos Coelho | 24 de julho de 2013    | 26 de novembro de 2015 |         |                                                                                   |
| #                                  | Pasta da Energia | Retrato          | Início do mandato      | Fim do mandato         | Governo | Governo                                                                           |
| –                                  | Serviços integrados no Ministério da Economia (ver: Lista de ministros da Economia de Portugal) |                  | 26 de novembro de 2015 | 15 de outubro de 2018  | ——      | ——                                                                                |
| #                                  | Ministro do Ambiente e da Transição Energética (Nascimento–Morte) | Retrato          | Início do mandato      | Fim do mandato         | Governo | Governo                                                                           |
| 7                                  | João Pedro Matos Fernandes (1967–) |                  | 15 de outubro de 2018  | 26 de outubro de 2019  |         | XXI Costa                                                                         |
| #                                  | Pasta da Energia | Retrato          | Início do mandato      | Fim do mandato         | Governo | Governo                                                                           |
| –                                  | Serviços integrados no Ministério do Ambiente e da Ação Climática (ver: Lista de ministros do Ambiente de Portugal) |                  | 26 de outubro de 2019  | 2 de abril de 2024     | ——      | ——                                                                                |
| #                                  | Ministro do Ambiente e Energia (Nascimento–Morte) | Retrato          | Início do mandato      | Fim do mandato         | Governo | Governo                                                                           |
| 8                                  | Maria da Graça Martins da Silva Carvalho (1955–) |                  | 2 de abril de 2024     | presente               |         | XXIV Montenegro                                                                   |
| 8                                  | Maria da Graça Martins da Silva Carvalho (1955–) | XXV Montenegro   | 2 de abril de 2024     | presente               |         |                                                                                   |

### Lista de ministros da Energia vivos
| Nome                       | Mandato(s) | Idade              |
| -------------------------- | ---------- | ------------------ |
| Ricardo Bayão Horta        | 1981–1983  | 88 anos e 197 dias |
| Luís Mira Amaral           | 1987–1995  | 79 anos e 182 dias |
| Jorge Moreira da Silva     | 2013–2015  | 54 anos e 41 dias  |
| João Pedro Matos Fernandes | 2018–2019  | 57 anos e 174 dias |
| Graça Carvalho             | 2024–      | 70 anos e 56 dias  |